# Rodvínov (przystanek kolejowy)
Rodvínov – stacja kolejowa w miejscowości Rodvínov, w kraju południowoczeskim, w Czechach. Znajduje się na linii 225 Havlíčkův Brod – Veselí nad Lužnicí, na wysokości 480 m n.p.m..  

## Linie kolejowe
- 225: Havlíčkův Brod – Veselí nad Lužnicí